# 千春
千春（日语：／ Chiharu，1995年4月10日—），日本女性聲優、偶像，兵庫縣出身。本名寺川千春（日语：／ Terakawa Chiharu），舊藝名帆風千春（日语：／ Hokaze Chiharu）。
曾是虛擬聲優偶像團體22/7的成員，也是團體中的隊長，於2021年2月28日從22/7中畢業。现为響所属艺人。

## 簡歷
2016年12月24日在22/7甄選的10,325名中參加者脫穎而出，但還未被分派到配音的角色。
2017年5月12日的決定角色電話SHOWROOM直播中，確定擔任佐藤麗華一角。
2020年12月23日於「22/7 BIRTHDAY PARTY 2020」活動中宣布，將在2021年2月末的「僕が持ってるものなら」發售紀念LIVE後，從團體內畢業。
2021年2月28日正式從22/7中畢業。
2021年9月1日以「千春」的名字加入響。

## 人物
曾待過Pro-Fit聲優養成所。
由於憧憬聲優這個職業而參加選拔，在團體中最年長。
人生中受到影響最大的作品是「女神異聞錄系列」。
是聲優愛美的妹妹。但在公开之前，一些爱好者已经根据一些公开信息推测出该关系。

## 演出作品
※粗體字為主要角色。

### 電視動畫
2017年
- 跳水男孩（小學生選手B、小學生[1]）※名義

2018年
- 皇帝聖印戰記（城鎮姑娘[1]）※名義
- 女神異聞錄5 the Animation（女高中生A、女學生A、女性客C、女高中生B、女學生B、調查員B、廣播、女性助手[1]）※名義
- 逆轉裁判 Season2（客〈女〉）※名義

2019年
- 三次元女友（女學生、山野）※名義
- Fate/Grand Order -絕對魔獸戰線巴比倫尼亞-（西爾維婭）※帆風千春名義

2020年
- 22/7（佐藤麗華[15]）※帆風千春名義
- 噴嚏大魔王2020（女孩子）※帆風千春名義

2022年
- 頂點!!!!!!!!!!!!!!!（高橋りね、高橋みき[16]）
- 黑之召喚士（志賀剎那）

2023年
- 肌肉魔法使-MASHLE-（測量蛛）
- 開闊天空！光之美少女（早乙女輝夜）
- 妙廟美少女（月下真梨）

2024年
- 肌肉魔法使-MASHLE- 神覺者候補選拔試驗篇（少年沃爾帕克）
- 敗北女角太多了！（店員）

2025年
- 卡片戰鬥!! 先導者 Divinez（六王院スズネ[17]）

### 劇場版動畫
2022年
- 鈴芽之旅（神戶路人）

### 電視節目
- 22/7 計算中（2018年7月7日－2019年12月28日，飾演佐藤麗華）

### 廣播節目
- 22/7 除不盡廣播（2017年4月9日－2018年7月1日，不定期，超!A&G+）[18]
- 時光機3號的「我們的洞！！」(2017年10月3日－2021年2月23日，FM-FUJI（TOKYO 78.6MHz / KOFU 83.0MHz））每週二21:00～22:56[19]

## 脚注
1. ↑  其中包括有：有爱好者在2015年举办的81 Audition的记录中发现了“寺川千春”的参赛者而外貌相近；22/7参演“BICAF国际动漫展2019”时申请的演出许可证的人员名单中也出现了“寺川千春”；愛美曾提过会将自己的旧衣服转给妹妹穿，而千春也曾穿过类似样式的衣服出现过。

## 外部連結
- 22/7個人資料 （页面存档备份，存于）（日語）
- 22/7 OFFICIAL BLOG（帆風千春的記事） （页面存档备份，存于）（日語）
- 帆风千春于22/7时曾用推特（日語）
- 「響」的個人資料 （页面存档备份，存于） （日語）
- 千春的X（前Twitter） （日語）
- 千春 Chiharu的Instagram帳戶 （日語）